# 밥 케인

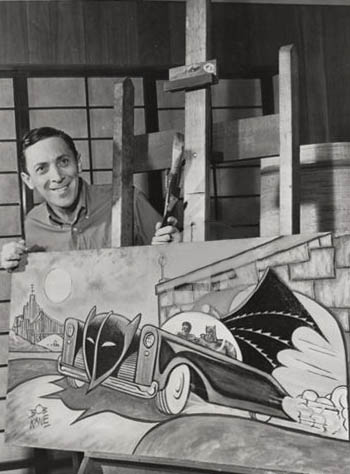

밥 케인(Bob Kane, 1915년 10월 24일 ~ 1998년 11월 3일)은 미국의 만화작가, 애니메이터 및 원화가이다. 빌 핑거와 공동으로 배트맨을 포함한 초기 DC 코믹스 가상인물들을 창작한 것으로 유명하다.
1993년에 잭 커비 명예의 전당 만화 잡지 산업분야에, 1996년에 윌 아이너스 만화잡지 명예의 전당에 입회했다.